# 寺尾哲也
曹盛濠（1988年—），筆名寺尾哲也，臺灣作家、工程師，作品常以天才的各種面向為出發。曾兩度獲選九歌年度小說選，著有短篇小說集《子彈是餘生》。

## 生平
寺尾哲也在國立臺灣大學就讀期間，修習資訊工程學系與日本語文學系雙學位，畢業後在Google擔任工程師長達8年，派駐美國舊金山灣區與日本東京。 2019年，他以短篇小說〈州際公路〉獲得林榮三文學獎短篇小說二獎。 而後因「不想過單調的工作生活」而辭掉Google工作自東京返台開始全職寫作，並於2022年出版首部短篇小說集《子彈是餘生》。
筆名「寺尾哲也」來自於兩部漫畫，「寺尾」來自於《鐵馬少年》的寺尾晃一，「哲也」則來自《黑子的籃球》的黑子哲也，兩個角色都來自漫畫裡「運動天才」旁的角色名，恰好與他小說創作的母題（天才的恨、愛、折磨、羞辱與極端關係）相符。 曾在男同志論壇短暫書寫過情色文學。

## 著作

### 短篇小說集
- 《子彈是餘生》（聯經出版社，2022年）

### 散文集
- 《努力是癮》（聯經出版社，2024年）

## 外部連結
- 寺尾哲也的Facebook專頁